# Charles Lussy
 (décembre 2024).
Si vous disposez d'ouvrages ou d'articles de référence ou si vous connaissez des sites web de qualité traitant du thème abordé ici, merci de compléter l'article en donnant les références utiles à sa vérifiabilité et en les liant à la section « Notes et références ».
Charles Lussy (né Paul Charles Ruff le 25 septembre 1883 à Alger et mort le 17 octobre 1967 à Paris 19e) est une personnalité politique française des IIIe et IVe Républiques.
Syndicaliste des PTT, socialiste, il devient journaliste après avoir encouru des sanctions administratives. Il est à partir de 1919, après un bref passage au Parti communiste français, un personnage clé de la Section française de l'Internationale ouvrière (SFIO). Député depuis 1936, il quitte cette formation politique en 1958. Il est ensuite un des animateurs du Parti socialiste autonome, et un des fondateurs du PSU en 1960.

## Biographie
Paul Charles Ruff, qui est connu sous le nom de Charles Lussy, est issu d'un milieu de juifs algériens cultivés, son père Michel tient une librairie à Alger et sa mère Buna Dreyfus est directrice d'école et s'occupe d'œuvres sociales. Ses parents ont choisi la France, en 1871, plutôt que de rester en Alsace allemande. Il fait ses études à Alger où il obtient son baccalauréat. Le 16 novembre 1920 il épouse Marcelle Levy Ben Dano (d'origine algéroise). Aucun enfant ne naîtra de cette union.

## Carrière professionnelle

### Débuts aux PTT
Après de solides études secondaires, il entre aux PTT, comme commis des Postes. Jusqu'en 1911, date de son départ pour la métropole, il a une double activité militante. Aux PTT, il est parmi les fondateurs du syndicalisme postier, adhérent à partir de 1903, à l'A.G. des agents. En même temps il milite au parti socialiste SFIO. Toutes ses activités attirent l'attention des autorités qui recourent contre lui à diverses sanctions administratives. C'est d'ailleurs pour ces raisons qu'il adopte le nom de Lussy pour écrire des articles dans la presse socialiste d'Algérie-Tunisie, où il contribue à créer la fédération SFIO.

### Journaliste
En métropole, Charles Lussy exerce le métier de journaliste, en liaison avec son engagement politique. Dès les élections législatives de 1914, il est candidat à la députation dans le département de Vaucluse. Il défend les couleurs de la SFIO. Il va s'attacher à ce département, où il conquiert par la suite ses mandats politiques. Après la Grande guerre, il entre à L'Humanité, puis il suit la majorité du Parti de Jean Jaurès dans son adhésion à l'Internationale communiste. Il reste au Parti communiste durant deux années, il représente le Vaucluse au Congrès de Tours. Le 16 janvier 1923, il est exclu du PCF avec sept autres camarades pour avoir fondé le 16 janvier 1923 le Comité d'Unité Communiste, dont les membres vont fonder le 30 avril 1924 avec Ludovic-Oscar Frossard l'Union socialiste-communiste; en juin 1924, avec Frossard il rentre à la Section française de l'Internationale ouvrière (SFIO). Il devient rédacteur politique de différents journaux : Le Quotidien, Paris-Soir, Le Soir et mène une carrière journalistique jusqu'à son élection de député, en 1936.

## Carrière politique

### Député SFIO
Après plusieurs échecs, Charles Lussy se présente en 1936 dans la circonscription d'Apt dans le Vaucluse, il est élu confortablement et siège à la Chambre des députés sur les bancs du Front populaire. Parmi les commissions parlementaires auxquelles il participe, il n'oublie pas celle des PTT, qui lui permet d'intervenir sur son ancienne profession. En 1938, il renforce son implantation locale en devenant maire de la commune vauclusienne de Pertuis. Présent à Vichy le 10 juillet 1940, il s'abstient lors du vote confiant les pleins pouvoirs au Maréchal Pétain. Il s'engage ensuite dans la Résistance. Interné à partir de 1943 à Évaux-les-Bains dans la Creuse, il s'évade en juin 1944 et rejoint le Maquis Ventoux rejoignant Jean Garcin.
Aux élections du 21 octobre 1945, à la tête de la SFIO de Vaucluse il est élu à la première Assemblée constituante qui est chargée de rédiger une nouvelle Constitution, celle de la IVe République. il est réélu le 2 juin 1946 pour une seconde assemblée constituante qui propose une constitution de la IVe République qui est définitivement adoptée par référendum le 13 octobre 1946 et qui entre en vigueur le 27 octobre 1946. Aux élections législatives de novembre 1946, malgré l'effritement socialiste il est réélu député de Vaucluse et préside le groupe des députés socialistes SFIO à la Chambre de 1946 à 1958. Pendant cette législature il dépose le 17 décembre 1946 un projet de loi portant sur la retraite des instituteurs.
Aux élections législatives de juin 1951, il conduit la liste socialiste de Vaucluse. Sa liste s'apparente à la liste Rassemblement des gauches républicaines (RGR) d'Édouard Daladier et à la liste Mouvement républicain populaire (MRP) de Paul Couston. La liste obtient les quatre sièges de députés Vauclusiens. Il siège à la Commission de la presse et à celle de la production industrielle.
Depuis le 3 mai 1953 il n'est plus maire de Pertuis. Il se présente à nouveau aux élections législatives du 2 janvier 1956 où il est réélu de justesse.
Durant la législature il a quelques querelles avec Guy Mollet. Le 1er juin 1958 il vote contre l'investiture du Général de Gaulle. Partisan du Non au référendum du 28 septembre 1958, il écrit alors dans La Tribune du socialisme : « A l'idée même de ce plébiscite, et sans aller plus loin, un démocrate peut d'ores et déjà répondre : non ! ». Il rompt avec la SFIO et rejoint en 1958 le Parti socialiste autonome.

### Au Parti socialiste unifié
En désaccord avec la politique algérienne de la SFIO, il est parmi les minoritaires qui fondent en 1958 le Parti socialiste autonome, puis en 1960, le PSU, dont il est membre du premier conseil national.